# Euxoa perambulans
Euxoa perambulans là một loài bướm đêm trong họ Noctuidae.